# Кам'яна Верба
Кам'яна́ Верба́ — село в Україні у Вербській сільській громаді Дубенського району Рівненської області. Населення становить 137 осіб.

## Географія
Село розташоване на правому березі річки Пляшівки. Неподалік від села розташоване Урочище «Пустиця».

## Історія
У 1906 році село Вербівської волості Дубенського повіту Волинської губернії. Відстань від повітового міста 28 верст, від волості 8. Дворів 35, мешканців 191.
7 (20) листопада 1917 року, відповідно до Третього Універсалу Української Центральної Ради, увійшло до складу Української Народної Республіки.
12 червня 2020 року, відповідно до розпорядження Кабінету Міністрів України № 722-р від «Про визначення адміністративних центрів та затвердження територій територіальних громад Рівненської області», увійшло до складу Вербської сільської громади.
19 липня 2020 року, в результаті адміністративно-територіальної реформи та ліквідації  Дубенського (1939—2020) району, село увійшло до складу новоутвореного Дубенського району.